# 리 군
리 군(Lie群, 영어: Lie group)은 매끄러운 다양체인 위상군이다. 즉 군의 연산이 매끄러움 구조에 따라 매끄러운 경우다. 소푸스 리의 이름을 땄다. 연속적인 대칭을 나타내기 위하여 쓰인다.

## 정의
위상군 {\displaystyle G}에 매끄러운 다양체의 구조가 갖추어지고, 또한 군의 곱셈과 역원
{\displaystyle \cdot \colon G\times G\to G}
{\displaystyle ^{-1}\colon G\to G}
역시 매끄러운 함수라고 하자. 그렇다면 {\displaystyle G}를 리 군이라고 한다. (사실, 힐베르트의 5번째 문제(영어: Hilbert’s Fifth Problem)의 해에 따라 다양체 · 매끄러운 다양체 · 해석다양체를 구분할 필요가 없다.) 범주론적으로, 이를 매끄러운 다양체의 범주에서의 군 대상으로 정의할 수도 있다. 리 군의 사상(영어: morphism)은 매끄러운 함수인 군 준동형이다.
짝수 차원 리 군 {\displaystyle G}에 복소다양체의 구조가 갖추어지고, 또한 군의 곱셈과 역원
{\displaystyle \cdot \colon G\times G\to G}
{\displaystyle ^{-1}\colon G\to G}
이 정칙 함수라고 하자. 그렇다면 {\displaystyle G}를 복소수 리 군(영어: complex Lie group)이라고 한다. 복소수 리 군의 사상(영어: morphism)은 정칙 함수인 군 준동형이다.

### 표현
리 군 G의 유한 차원 실수 또는 복소수 벡터 공간 V 위에서의 표현(表現, 영어: representation)은 매끄러운 군 준동형 {\displaystyle G\to \operatorname {GL} (V)}이다. 힐베르트 공간 {\displaystyle {\mathcal {H}}} 위의 표현일 경우, 대개 가역 유계 작용소의 군 {\displaystyle B({\mathcal {H}})}으로 가는 매끄러운 준동형 {\displaystyle G\to B({\mathcal {H}})}로 정의한다.
반단순 리 군의 유한 차원 표현은 기약 표현의 직합으로 나타내어진다.

## 성질
리 군은 다음과 같은 방법들로 구성 할 수 있다. 즉, 주어진 리 군들에 대해 다음 목록에 나오는 연산을 한 결과도 리 군이다.
- 유한 개의 리 군의 곱공간은 리 군을 이룬다. (무한 개의 리 군의 곱공간은 무한 차원이므로, 매끄러운 다양체의 정의에 속하지 않는다.)
- (카르탕 닫힌 부분군 정리 영어: Cartan’s closed subgroup theorem) 리 군의 (위상적으로) 닫힌 부분군의 부분 공간 위상은 매끄러운 다양체이며, 따라서 이에 국한하면 리 군을 이룬다.[1]:§26
- 리 군의 닫힌 정규 부분군에 대한 몫군은 리 군이다.
- 리 군의 범피복 공간은 자연스러운 리 군의 구조를 갖춘다. (범피복 공간이 아닌 다른 피복 공간에서는 군 구조가 매끄럽지 않을 수 있다.)

### 위상수학적 성질
국소적으로 유클리드 공간과 위상동형인 위상군은 항상 하우스도르프 공간이다.:9, Exercise 1.1.6 따라서, 파라콤팩트 조건만을 추가하면 자동적으로 다양체를 이룬다.
힐베르트의 5번째 문제(영어: Hilbert’s Fifth Problem)의 해에 따르면, 임의의 국소적으로 유클리드 공간과 위상동형인 파라콤팩트 위상군에 대하여, 이와 위상동형이자 군으로서 동형인 리 군이 존재한다.:9, Theorem 1.1.13 또한, 이러한 리 군은 유일하다.:38, Corollary 1.2.23 즉, 리 군을 정의할 때, 다양체와 매끄러운 다양체를 굳이 구분할 필요가 없다.
또한, 리 군의 경우, 항상 해석다양체(추이 사상이 항상 해석함수인 매끄러운 다양체)로 만들 수 있으며, 그 군 연산 또한 해석함수가 되게 할 수 있다.:45, Exercise 1.2.21
두 리 군 사이의 연속 군 준동형은 항상 매끄러운 함수이자 해석함수이다.:45, Exercise 1.2.21

## 분류
연결 공간이 아닌 리 군 {\displaystyle G}는 다음과 같이 이산군과 연결 리 군으로 분해할 수 있다. {\displaystyle G_{0}}을 단위원을 포함하는 최대 연결 부분군이라고 하자. 그렇다면 {\displaystyle G/G_{0}}은 이산군이다. 다시 말해, 모든 리 군은 연결 리 군의 이산군에 대한 확대이다. 모든 연결 리 군은 또한 (범피복군을 취하여) 단일 연결 리 군 {\displaystyle {\tilde {G}}}의 몫군 {\displaystyle G_{0}={\tilde {G}}/N} (여기서 {\displaystyle N}은 이산 중심 정규 부분군)으로 나타내어진다. 따라서 리 군의 분류는 단일 연결 리 군의 분류로 귀결된다.
(유한 차원) 단일 연결 리 군은 그 리 대수로 완전히 결정된다. 리 대수는 그 가해 부분 대수와 단순 부분 대수로 분해된다. 단순 리 군은 분류가 완료되었으나, 가해 리 군의 분류는 매우 어렵다.

## 예시
- 2×2 실수 가역 행렬은 GL(2, R) 또는 GL 2 ( R )로 표시되는 곱셈 군을 형성한다.

{\displaystyle \operatorname {GL} (2,\mathbf {R} )=\left\{A={\begin{pmatrix}a&b\\c&d\end{pmatrix}}:\,\det A=ad-bc\neq 0\right\}.}이것은 4차원 비콤팩트 실수 리 군이다. 이는 {\displaystyle \mathbb {R} ^{4}}의 열린 부분집합이다. 이 군은 연결공간이 아니다. 행렬식의 양수 값과 음수 값에 해당하는 두 개의 연결 성분이 있다.
- 회전 행렬은 SO(2, R) GL(2, R), R )의 부분 군을 형성한다. 이는 그 자체로 리 군이다. 구체적으로 말하면 원과 형태가 다른 1 차원 콤팩트 연결 리 군이다. 회전 각도 사용 {\displaystyle \varphi } 매개변수로서 이 군은 다음과 같이 매개변수화 될 수 있다.

{\displaystyle \operatorname {SO} (2,\mathbf {R} )=\left\{{\begin{pmatrix}\cos \varphi &-\sin \varphi \\\sin \varphi &\cos \varphi \end{pmatrix}}:\,\varphi \in \mathbf {R} /2\pi \mathbf {Z} \right\}.}각도의 덧셈은 SO(2, R) 원소의 곱셈에 해당하고, 반대 각도를 취하는 것은 반전에 해당한다. 따라서 곱셈과 역산은 모두 미분 가능한 사상이다.
- 1차원의 아핀 군은 2차원 행렬 리 군으로 구성된다. {\displaystyle 2\times 2} 실수 상부 삼각 행렬. 첫 번째 대각선 항목은 양수이고 두 번째 대각선 항목은 1이다. 따라서 군은 다음 형식의 행렬로 구성된다.

{\displaystyle A=\left({\begin{array}{cc}a&b\\0&1\end{array}}\right),\quad a>0,\,b\in \mathbb {R} .}

### 예시가 아님
이제 특정 위상에서 리 군이 아닌 셀 수 없이 많은 원소를 가진 군의 예를 제시한다. 고정된 무리수 {\displaystyle a\in \mathbb {R} \setminus \mathbb {Q} }에 대해,

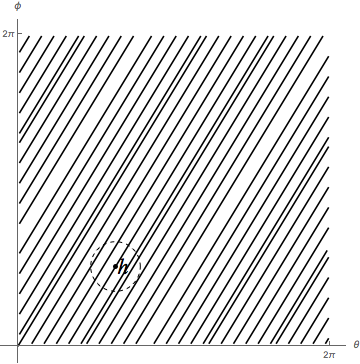
내부에 있는 군의 일부분. 원소 의 작은 이웃들은 의 부분 집합 위상에서 연결이 아니다.

{\displaystyle H=\left\{\left({\begin{matrix}e^{2\pi i\theta }&0\\0&e^{2\pi ia\theta }\end{matrix}}\right):\,\theta \in \mathbb {R} \right\}\subset \mathbb {T} ^{2}=\left\{\left({\begin{matrix}e^{2\pi i\theta }&0\\0&e^{2\pi i\phi }\end{matrix}}\right):\,\theta ,\phi \in \mathbb {R} \right\},}
는 원환면 {\displaystyle \mathbb {T} ^{2}}의 부분 군이다. {\displaystyle H}에 부분 공간 위상이 주어지면 이는 리 군이 아니다.예를 들어 {\displaystyle h\in H}의 어떤 작은 이웃 {\displaystyle U}을 취한다면, {\displaystyle U}에 안에 있는 부분은 연결 공간이 아니다. 군 {\displaystyle H}는 나선의 이전 점에 도달하지 못한 채 원환체 주위를 반복적으로 감아서 {\displaystyle \mathbb {T} ^{2}}의 조밀 부분 군을 형성한다.
그러나 군 {\displaystyle H}에 대해 두 점 {\displaystyle h_{1},h_{2}\in H} 사이의 거리가 {\displaystyle h_{1}}와 {\displaystyle h_{2}}를 연결하는 군 {\displaystyle H} 안의 최단 경로의 길이로 정의되는 다른 위상이 주어질 수 있다.  이 위상에서는 {\displaystyle H}는 각 원소를 {\displaystyle H}의 정의에서 실수 {\displaystyle \theta }로 식별하여 실수 직선과 위상동형이 된다. 이 위상을 사용하면 {\displaystyle H}는 단지 실수 덧셈 군이므로 리 군이다.
위의 군 {\displaystyle H}는 리 군의 닫힌 집합이 아닌" 리 부분 군"의 예이다.

### 행렬 리 군
{\displaystyle \operatorname {GL} (n,\mathbb {C} )}는 {\displaystyle \mathbb {C} } 성분 {\displaystyle n\times n} 가역 행렬들의 군을 나타낸다. {\displaystyle \operatorname {GL} (n,\mathbb {C} )}의 임의의 닫힌 부분 군은 리 군이다. 이러한 종류의 리 군을 행렬 리 군이라고 한다. 리 군의 흥미로운 사례 대부분은 행렬 리 군으로 표현될 수 있기 때문에 홀,  로스만, 및 스틸웰의 교재들을 포함하여 일부 교과서에서는 관심을 행렬 리 군으로 제한한다. 행렬 리 군에 주의를 제한하면 리 대수와 지수 사상의 정의가 단순화된다. 다음은 행렬 리 군의 표준 예이다.
- {\displaystyle \mathbb {R} }과 {\displaystyle \mathbb {C} } 위의 특수 선형 군은 각각  {\displaystyle \operatorname {SL} (n,\mathbb {R} )}과 {\displaystyle \operatorname {SL} (n,\mathbb {C} )}이다. 이들은 행렬식이 1인 {\displaystyle \mathbb {R} } 또는 {\displaystyle \mathbb {C} } 성분 {\displaystyle n\times n} 행렬들이 이루는 군이다.
- 유니터리 군 {\displaystyle {\text{U}}(n)}은  {\displaystyle U^{*}=U^{-1}}이 성립하는 {\displaystyle n\times n} 복소 행렬들이 이루는 군이고 특수 유니터리 군 {\displaystyle {\text{SU}}(n)}은 {\displaystyle {\text{U}}(n)}의 원소들 중에 {\displaystyle \det(U)=1}이 성립하는 행렬들이 이루는 군이다.
- 직교군 {\displaystyle {\text{O}}(n)}은 {\displaystyle R^{\mathrm {T} }=R^{-1}}이 성립하는 {\displaystyle n\times n} 실수 행렬들이 이루는 군이고 특수 직교군 {\displaystyle {\text{SO}}(n)}은 {\displaystyle {\text{O}}(n)}의 원소들 중 {\displaystyle \det(R)=1}인 행렬들이 이루는 군이다.

앞의 모든 예는 고전 군이라고 부른다.

### 1과 2차원
1차원 연결 리 군은 실수 직선 덧셈군 {\displaystyle \mathbb {R} }과 원군 {\displaystyle S^{1}} 절대값 1인 복소수 곱셈군 밖에 없다. {\displaystyle S^{1}}군은 종종 {\displaystyle 1\times 1} 유니터리 행렬군 {\displaystyle U(1)}과 같이 표시된다.
2차원에서 단일 연결 군은 리 대수로 분류된다. 2차원의 리 대수는 두 개뿐이다. 관련 단일 연결 리 군은 덧셈 군 {\displaystyle \mathbb {R} ^{2}}과 1차원 아핀 군이다. 이전 절의 "첫 번째 예"에서 설명했다.
- 군 SU(2)은 행렬식이 {\displaystyle 1}인 {\displaystyle 2\times 2} 유니터리 행렬들의 군이다. 위상적으로, {\displaystyle {\text{SU}}(2)}은 {\displaystyle 3}-구 {\displaystyle S^{3}}이다; 군으로서 단위 사원수 군으로 식별될 수 있다.
- 하이젠베르크 군은 {\displaystyle 3}차원 연결 멱영 리 군이다.  양자 역학에서 핵심적인 역할을 한다.
- 로런츠 군은 민코프스키 공간의 선형 등거리 사상들이 이루는 6차원 리 군이다.
- 푸앵카레 군은 민코프스키 공간의 아핀 등거리사상들이 이루는 10차원 리 군이다.
- G 2, F 4, E 6, E 7, E 8 유형의 예외적인 리 군은 각각  14, 52, 78, 133, 248 차원이다. 단순 리 군의 ABCD 열과 함께 예외 군은 단순 리 군 목록을 완성한다.
- 심플렉틱 군 {\displaystyle {\text{Sp}}(2n,\mathbb {R} )}은 {\displaystyle \mathbb {R} ^{2n}} 위의 심플렉틱 형식을 보존하는 {\displaystyle 2n\times 2n} 행렬들이 이루는 {\displaystyle 2n^{2}+n} 차원 연결 리 군이다.

## 리 군과 리 대수
모든 리 군에 기본 선형 공간이 항등원에서 리 군의 접공간이고 리 군의 국소 구조를 완전히 포착하는 리 대수를 연관시킬 수 있다. 대략적으로 리 대수의 원소를 항등원에 "무한히 가까운" 군의 원소로 생각할 수 있으며, 리 대수의 리 괄호는 그러한 두 무한소 원소들의 교환자와 관련된다. 추상적 정의를 제시하기 전에 몇 가지 예를 제시한다.
- 선형 공간 {\displaystyle \mathbb {R} ^{n}}의 리 대수는 다음과 같이 주어진 리 괄호 {\displaystyle [u,v]:=0}가 주어진 {\displaystyle \mathbb {R} ^{n}}이다  (일반적으로 연결 리 군의 리 괄호가 0임과 리 군이 아벨군임이 동치이다.)
- 복소 가역 행렬들이 이루는 일반 선형 군

{\displaystyle \operatorname {GL} (n,\mathbb {C} )}의 리 대수는 리 괄호가 다음과 같이 주어진 정사각 행렬의 벡터 공간 {\displaystyle {\text{M}}(n,\mathbb {C} )}이다.{\displaystyle [A,B]:=AB-BA}
- {\displaystyle G}가 {\textstyle \operatorname {GL} (n,\mathbb {C} )}의 닫힌 부분 군인 경우 {\displaystyle G}의 리 대수는 대략적으로 {\displaystyle 1+\varepsilon m\in G}인 {\textstyle {\text{M}}(n,\mathbb {C} )}의 행렬 {\displaystyle m}으로 볼 수 있다. 여기서 {\displaystyle \varepsilon }은 {\textstyle \varepsilon ^{2}=0}인 무한소 양수이다.(물론 그러한 실수 {\displaystyle \varepsilon }은 존재하지 않는다). 예를 들어, 직교 군 {\textstyle \operatorname {O} (n,\mathbb {C} )}은 {\textstyle AA^{T}=1}인 행렬들로 구성되므로 리 대수는 {\textstyle (1+\varepsilon m)(1+\varepsilon m)^{T}=1}인 행렬 {\displaystyle m}으로 구성된다. {\textstyle \varepsilon ^{2}=0}이므로, 이는 {\textstyle m+m^{T}=0}과 동일하다.
- 앞의 설명은 다음과 같이 더욱 엄밀해질 수 있다. {\displaystyle \operatorname {GL} (n,\mathbb {C} )}의 닫힌 부분군 {\displaystyle G}의 리 대수는 다음과 같이 계산될 수 있다.{\displaystyle \operatorname {Lie} (G)=\{X\in M(n;\mathbb {C} )|\operatorname {exp} (tX)\in G{\text{ for all }}t{\text{ in }}\mathbb {\mathbb {R} } \}}[8] [5]여기서 exp(tX)는 행렬 지수 함수를 사용하여 정의된다. 그러면 {\displaystyle G}의 리 대수는 대괄호 연산 {\textstyle [X,Y]=XY-YX}하에서 닫혀 있는 실수 선형 공간이라는 것을 알 수 있다.[9]

행렬 군에 대해 위에 제공된 구체적인 정의는 다루기 쉬우나 몇 가지 사소한 문제가 있다. 이를 사용하려면 먼저 리 군을 행렬 군으로 표현해야 하지만 모든 리 군이 이런 방식으로 표현될 수는 없다. 더욱이 리 대수는 표현에 독립적인지 조차 분명하지 않다. 이러한 문제를 해결하기 위해 리 군의 리 대수에 대한 일반적인 정의를 제공한다.
1. 임의의 매끄러운 다양체 {\displaystyle M}의 벡터장은 다양체의 매끄러운 함수 환의 미분 {\displaystyle X}로 볼 수 있으므로, 리 괄호 {\textstyle [X,Y]:=XY-YX}에 대해 리 대수이다. 왜냐하면 두 미분의 리 괄호도 미분이기 때문이다.
2. {\displaystyle G}가 다양체 {\displaystyle M}에서 매끄럽게 작용하는 군인 경우 이는 벡터장에 작용하고 군에 의해 고정된 벡터장들의 선형 공간은 리 괄호 연산에 대해 닫혀 있으므로 리 대수를 형성한다.
3. 다양체 {\displaystyle M}이 리 군 {\displaystyle G}의 기본 공간인 경우에, 왼쪽 곱 {\textstyle L_{g}(h)=gh}으로 {\displaystyle G}가 {\textstyle G=M}에 작용하는 구성을 한다. 이때 왼쪽 곱은 매끄러운 사상이다. 이는 왼쪽 불변 벡터장({\textstyle (L_{g})_{*}(X_{h})=X_{gh}\quad \forall h\in G}를 만족하는 벡터장. 여기서 Lg*는 Lg에서 정의된 밂을 나타냄)의 공간은 리 군에서 벡터장의 리 괄호가 주어진 리 대수임을 보여준다.
4. 리 군의 항등원에 접한 임의의 접벡터는 접벡터를 다양체의 다른 점으로 왼쪽으로 변환함으로써 왼쪽 불변 벡터장으로 확장될 수 있다. 구체적으로, 항등식에서 접공간의 원소 v의 왼쪽 불변 확장은 v^g = Lg*v 로 정의되는 벡터장이다. 이는 항등원의 접공간 TeG를 왼쪽 불변 벡터 체의 공간으로 식별하고 따라서 항등식의 접공간을 일반적으로 Fraktur로 표시되는 {\displaystyle G}의 리 대수라고 불리는 리 대수 {\displaystyle {\mathfrak {g}}}로 만든다. 리 괄호는 [v , w] = [v^, w^]e.

이 리 대수 {\displaystyle {\mathfrak {g}}}는 유한 차원이며 다양체 {\displaystyle G}와 동일한 차원을 갖는다. {\displaystyle G}의 리 대수는 {\displaystyle G}를 "국소 동형"을 기준으로 결정한다. 여기서 두 리 군은 항등원 근처에서 동일하게 보이는 경우 국소적 동형이라고 한다. 리 군에 대한 문제는 먼저 리 대수에 대한 해당 문제를 해결함으로써 해결되는 경우가 많으며, 군에 대한 결과는 일반적으로 쉽게 유도된다. 예를 들어 단순 리 군은 일반적으로 해당 리 대수를 먼저 분류하여 분류된다.
왼쪽 불변 벡터장 대신 오른쪽 불변 벡터장을 사용하여 Te 에 대한 리 대수 구조를 정의할 수도 있다. 이것은 동일한 리 대수로 이어진다. 왜냐하면 G  역 사상은 오른쪽 불변 벡터장과 왼쪽 불변 벡터장 동일시 하는 데 사용될 수 있고 접공간 Te 에서 −1에 해당하기 때문이다.
Te의 리 대수 구조는 다음과 같이 설명 될 수 있다. G × G에서 교환자 연산 (x, y) → xyx − 1 y − 1
은 (e , e)를 e로 보낸다. 그래서 미분은 TeG 위에서 쌍선형 연산을 생성한다. 이 쌍선형 연산은 실제로 영 사상이지만 접공간의 적절한 식별 하에서 2차 도함수는 리 괄호의 공리를 충족하는 연산을 생성하며 이는 왼쪽 불변 벡터장을 통해 정의된 것의 두 배와 같다.

## 역사
리 군의 이론은 노르웨이의 수학자 소푸스 리가 1873년 경에 미분 방정식의 대칭성을 연구하기 위하여 "변환군"(독일어: Transformationsgruppe 트란스포르마치온스그루페[*])이라는 이름으로 도입하였다.
그러나 리의 논문들은 (처음 하나를 제외하고) 모두 독일 저널이 아닌 노르웨이 저널에 출판되었기 때문에, 수학계에서 별다른 관심을 받지 못하였다. 1884년에 젊은 독일 수학자 프리드리히 엥겔(독일어: Friedrich Engel)이 리의 이론에 관심을 갖게 되었다. 리와 엥겔은 리 이론에 대한 총 3권의 책 《변환군론》(독일어: Theorie der Transformationsgruppen)을 1888년~1893년에 독일어로 출판하였고, 이후 리 이론은 수학에서 중요한 위치를 차지하게 되었다.
1888년~1890년 동안 빌헬름 킬링은 리 군과 리 대수의 개념을 독자적으로 재발견하였고, 반단순 리 군의 구조론을 제창하였다. 1893년에 리의 제자 아르튀르 트레스(프랑스어: Arthur Tresse)는 "리 군"(프랑스어: groupe de Lie)이라는 용어를 최초로 사용하였다.:3 엘리 카르탕은 1894년 박사 학위 논문에서 킬링의 구조론을 개량·정리하였다. 카르탕은 1930년에 카르탕 닫힌 부분군 정리를 증명하였다.:§26
헤르만 바일은 반단순 리 군의 기약 표현들을 무게로서 분류하였고, 이에 대한 바일 지표 공식을 증명하였으며, 이를 양자역학에 응용하였다. 그 뒤 클로드 슈발레와 하리시찬드라 역시 리 군의 이론에 큰 공헌을 하였고, 이는 이후 로버트 랭글랜즈의 랭글랜즈 프로그램으로 이어졌다.

## 참고 문헌
1. 1 2  Cartan, Élie (1930). “La théorie des groupes finis et continus et l’Analysis situs”. 《Mémorial des sciences mathématiques》 (프랑스어) 42: 1–61. JFM 56.0370.08.
2. 1 2 3 4 5  Tao, Terrence (2014). 《Hilbert’s fifth problem and related topics》 (PDF). Graduate Studies in Mathematics (영어) 153. American Mathematical Society. ISBN 978-1-4704-1564-8.
3. ↑  Rossmann 2001, Chapter 2.
4. ↑  Hall 2015 Corollary 3.45
5. 1 2  Hall 2015.
6. ↑  Rossmann 2001
7. ↑  Stillwell 2008
8. ↑  Helgason 1978, Ch. II, § 2, Proposition 2.7.
9. ↑  Hall 2015 Theorem 3.20
10. ↑  But see Hall 2015, Proposition 3.30 and Exercise 8 in Chapter 3
11. ↑  Lie, Sophus (1874). “Ueber Gruppen von Transformationen”. 《Nachrichten von der Königlichen Gesellschaft der Wissenschaften und der Georg-Augusts-Universität zu Göttingen》 (독일어) 1874: 529–542. JFM 06.0093.01.
12. ↑  Lie, Sophus (1876). “Theorie der Transformations-Gruppen. Erste Abhandlung”. 《Archiv for Mathematik og Naturvidenskab》 (독일어) 3: 19–58. JFM 08.0212.01.
13. ↑  Lie, Sophus (1876). “Theorie der Transformations-Gruppen. Abhandlung II”. 《Archiv for Mathematik og Naturvidenskab》 (독일어) 3: 152–202. JFM 08.0212.01.
14. ↑  Lie, Sophus (1878). “Theorie der Transformations-Gruppen, III. Bestimmung aller Gruppen einer zweifach ausgedehnten Punkt-Mannigfaltigkeit”. 《Archiv for Mathematik og Naturvidenskab》 (독일어) 3: 93–165. JFM 10.0258.01.
15. ↑  Lie, Sophus (1878). “Theorie der Transformations-Gruppen. Abhandlung IV”. 《Archiv for Mathematik og Naturvidenskab》 (독일어) 3: 375–460. JFM 10.0260.01.
16. ↑  Lie, Sophus (1879). “Theorie der Transformations-Gruppen V”. 《Archiv for Mathematik og Naturvidenskab》 (독일어) 4: 232–261. JFM 11.0258.02.
17. ↑  Lie, Sophus; Engel, Friedrich (1888). 《Theorie der Transformationsgruppen. Erster Abschnitt》 (독일어). 라이프치히: Druck und Verlag von B. G. Teubner. JFM 20.0368.01.
18. ↑  Lie, Sophus; Engel, Friedrich (1890). 《Theorie der Transformationsgruppen. Zweiter Abschnitt》 (독일어). 라이프치히: Druck und Verlag von B. G. Teubner. JFM 23.0364.01.
19. ↑  Lie, Sophus; Engel, Friedrich (1893). 《Theorie der Transformationsgruppen. Dritter und Letzter Abschnitt》 (독일어). 라이프치히: Druck und Verlag von B. G. Teubner. JFM 25.0623.01.
20. ↑  Killing, Wilhelm (1888). “Die Zusammensetzung der stetigen endlichen Transformationsgruppen. Erster Theil”. 《Mathematische Annalen》 (독일어) 31 (2): 252–290. doi:10.1007/BF01211904. JFM 20.0368.03.
21. ↑  Killing, Wilhelm (1889). “Die Zusammensetzung der stetigen endlichen Transformationsgruppen. Zweiter Theil”. 《Mathematische Annalen》 (독일어) 33 (1): 1–48. doi:10.1007/BF01444109. JFM 20.0368.03.
22. ↑  Killing, Wilhelm (1889). “Die Zusammensetzung der stetigen endlichen Transformationsgruppen. Dritter Theil”. 《Mathematische Annalen》 (독일어) 34 (1): 57–122. doi:10.1007/BF01446792. JFM 21.0376.01.
23. ↑  Killing, Wilhelm (1890). “Die Zusammensetzung der stetigen endlichen Transformationsgruppen. Vierter Theil (Schluss)”. 《Mathematische Annalen》 (독일어) 36 (2): 161–189. doi:10.1007/BF01207837. JFM 22.0376.01.
24. ↑  Tresse, Arthur (1893). “Sur les invariants différentiels des groupes continus de transformations” (PDF). 《Acta Mathematica》 (프랑스어) 18: 1–88. doi:10.1007/bf02418270. ISSN 0001-5962. JFM 25.0641.01. 2016년 3월 3일에 원본 문서 (PDF)에서 보존된 문서. 2015년 9월 8일에 확인함.
25. ↑  Cartan, Élie (1894). “Sur la structure des groupes de transformations finis et continus” (프랑스어). 파리 대학교 박사 학위 논문. Librairie Nony et Cie. JFM 25.0638.02.

- 양재현 (1998년 11월 25일). 《Lie 군의 표현론》. 민음사. ISBN 89-374-3627-2.
- Adams, John Frank (1969). 《Lectures on Lie groups》. Chicago Lectures in Mathematics (영어). Chicago: University of Chicago Press. ISBN 0-226-00527-5.
- Bump, Daniel (2013). 《Lie groups》. Graduate Texts in Mathematics (영어) 225 2판. Springer. doi:10.1007/978-1-4614-8024-2. ISBN 978-1-4614-8024-2. ISSN 0072-5285. Zbl 1279.22001.
- Chevalley, Claude (1999). 《Theory of Lie groups》 (영어). Princeton Landmarks in Mathematics. Princeton Mathematical Series 8 15판. Princeton: Princeton University Press. ISBN 0-691-04990-4. Zbl 0946.22001.
- Hall, Brian C. (2003). 《Lie Groups, Lie algebras, and representations: an elementary introduction》. Graduate Texts in Mathematics (영어) 222. Springer. arXiv:math-ph/0005032. doi:10.1007/978-0-387-21554-9. ISBN 978-0-387-40122-5. ISSN 0072-5285.
- Knapp, Anthony W. (2002). 《Lie groups beyond an introduction》. Progress in Mathematics (영어) 140 2판. Boston: Birkhäuser. ISBN 0-8176-4259-5. MR 1920389. Zbl 1075.22501.
- Rossmann, Wulf (2001). 《Lie groups: an introduction through linear groups》. Oxford Graduate Texts in Mathematics (영어). Oxford University Press. ISBN 978-0-19-859683-7. Zbl 0989.22001.
- Serre, Jean-Pierre (1992). 《Lie algebras and Lie groups: 1964 lectures given at Harvard University》. Lecture Notes in Mathematics (영어) 1500 2판. Springer. doi:10.1007/978-3-540-70634-2. ISBN 978-3-540-55008-2. ISSN 0075-8434.
- Steeb, Willi-Hans (2007년 7월). 《Continuous Symmetries, Lie Algebras, Differential Equations and Computer Algebra》 (영어) 2판. World Scientific. ISBN 978-981-270-809-0.
- Alexandrino, Marcos M.; Renato G. Bettiol (2010년 8월). “Introduction to Lie groups, isometric and adjoint actions and some generalizations” (영어). arXiv:0901.2374. Bibcode:2009arXiv0901.2374A.
- Yokota, Ichiro (2009년 2월). “Exceptional Lie groups” (영어). arXiv:0902.0431. Bibcode:2009arXiv0902.0431Y.

### 리 이론의 역사
- Borel, Armand (2001). 《Essays in the history of Lie groups and algebraic groups》. History of Mathematics (영어) 21. American Mathematical Society/London Mathematical Society. ISBN 978-0-8218-0288-5. MR 1847105. Zbl 1087.01011. 2014년 11월 6일에 원본 문서에서 보존된 문서. 2013년 2월 7일에 확인함.
- Hawkins, Thomas (2000). 《Emergence of the theory of Lie groups: An Essay in the History of Mathematics 1869–1926》 (영어). Sources and Studies in the History of Mathematics and Physical Sciences. Berlin, New York: Springer-Verlag. doi:10.1007/978-1-4612-1202-7. ISBN 978-0-387-98963-1. MR 1771134. Zbl 0965.01001.

### 응용
- Georgi, Howard (1999년 10월). 《Lie algebras in particle physics from isospin to unified theories》. Frontiers in Physics (영어) 54 2판. Boulder, Colorado: Westview Press. ISBN 978-0738202334. Zbl 0505.00036.[깨진 링크(과거 내용 찾기)]
- Tung, Wu-Ki (1985년 8월). 《Group theory in physics: an introduction to symmetry principles, group representations, and special functions in classical and quantum physics》 (영어). Singapore: World Scientific. ISBN 978-9971-966-57-7. Zbl 0952.81500.

## 같이 보기
- 아벨 군
- 리 대수
- 대수군
- 위상군